# Carquinez-Brücke

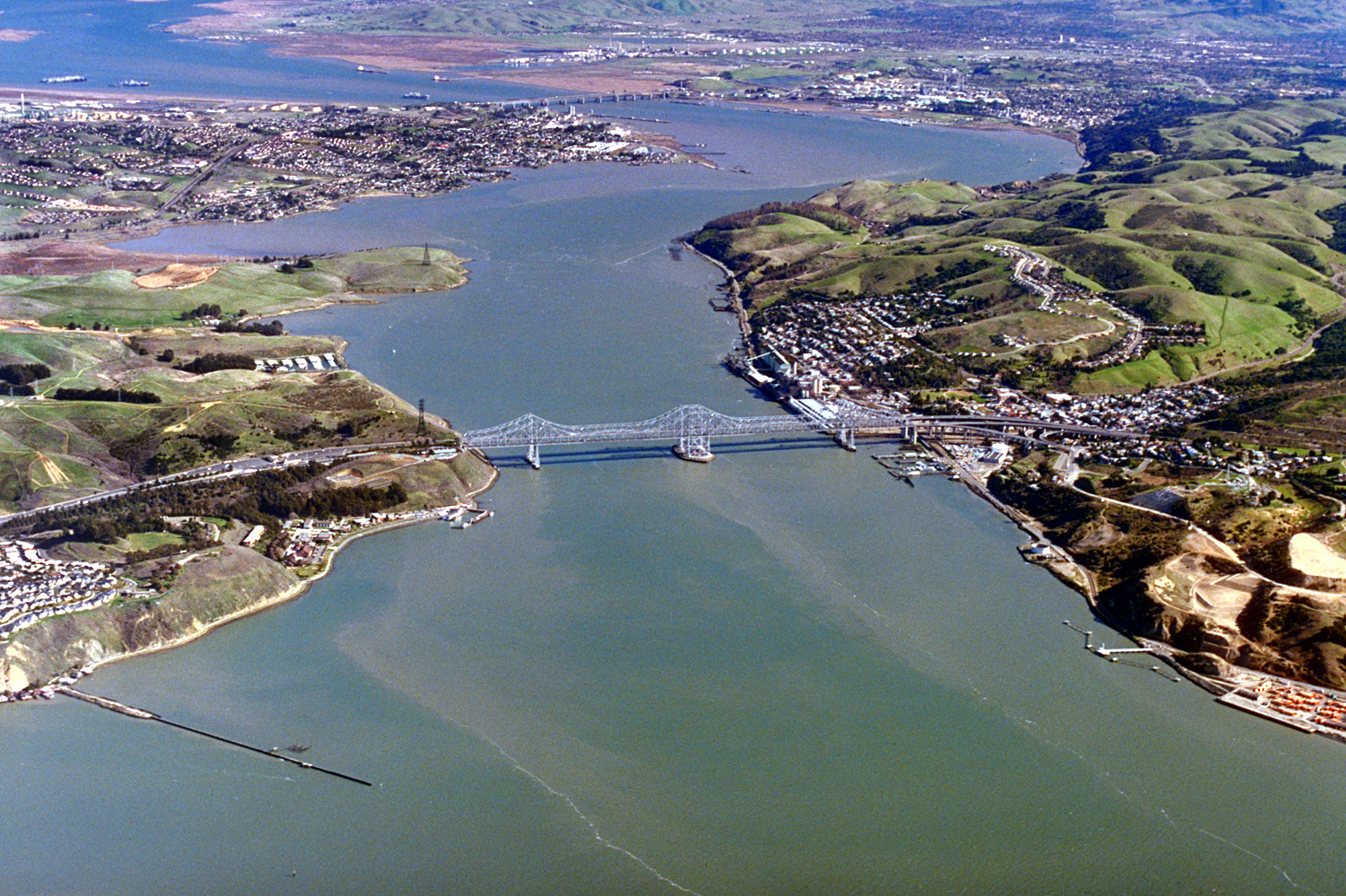
Luftaufnahme der Carquinez-Straße mit der Carquinez-Brücke von 1927 (Vordergrund) und 1958 (Hintergrund)

Die Carquinez-Brücke ist ein Abschnitt der Interstate 80 in Kalifornien. Sie überquert die Carquinez-Straße zwischen Vallejo und Crockett und ermöglicht dadurch eine direkte Straßenverbindung zwischen Sacramento und Oakland bzw. San Francisco. Der Name bezieht sich heute auf eine Auslegerbrücke und eine parallele Hängebrücke. Die ursprüngliche Carquinez-Brücke war die erste größere Brücke in der Bay Area.
Die Benicia–Martinez Bridge, die andere Brücke über die Carquinez-Straße, steht 10 km weiter östlich.

## Geschichte
Vor dem Bau der Brücke führte die Landverbindung in einem großen Bogen von Sacramento zunächst nach Süden über Stockton, dann nach Westen über Tracy und den Altamont Pass in der Diablo Range nach Livermore und weiter zur Bay Area, um schließlich von Süden aus nach Oakland zu gelangen. Aven Hanford und Oscar Klatt eröffneten 1917 eine Fährverbindung über die Carquinez-Straße und verkürzten den Weg damit um 60 km auf nur noch 130 km. Die Fähre beförderte 1922 schon 400.000 Fahrzeuge.

### Erste Auslegerbrücke (1927)
Wegen des gestiegenen Verkehrs gründeten die Betreiber der Fähre 1922 die American Toll Bridge Company, um die Carquinez-Brücke zu bauen. Der Entwurf wurde von Robinson & Steinman erstellt. Die Bauarbeiten begannen im April 1923. An dieser Brücke begann Alfred Zampa 1925 seine lange Karriere als Brückenbauarbeiter, nach dem die 2003 eröffnete Hängebrücke benannt ist.
Die erste Carquinez-Brücke wurde am 21. Mai 1927 eröffnet. Sie hatte zwei Fahrstreifen und Gehwege auf beiden Seiten. Die Kosten betrugen 8 Millionen Dollar. Es war die erste größere Brücke in der San Francisco Bay Area und die größte westlich des Mississippi. Nach ihrer Fertigstellung wurde auch der Lincoln Highway über die Brücke geleitet.
Es war eine Auslegerbrücke mit Gerberträgern, deren breiter mittlerer Pfeiler aus Stahlfachwerk sich auf Fundamente in der Mitte der Carquinez-Straße stützte. Sie hatte zwei Felder mit Spannweiten von 335 m (1100 ft) und jeweils einem Einhängeträger von 132 m Länge. Ihre lichte Höhe betrug 45 m (148 ft). Es war die erste Brücke, bei der Erdbeben in der Planung berücksichtigt wurden.
Im Jahr nach ihrer Eröffnung überquerten 1 Million Fahrzeuge die Brücke, im Jahr 1955 waren es schon 10 Millionen Fahrzeuge.
Nach der Eröffnung der zweiten Brücke wurden ihre Gehwege beseitigt und die Fahrbahn für drei enge Fahrstreifen eingerichtet.

### Zweite Auslegerbrücke (1958)
1958 wurde eine sehr ähnliche Brücke parallel zur existierenden 60 m flussaufwärts gebaut, um den stark gestiegenen Verkehr bewältigen zu können. Dabei bediente die ursprüngliche Brücke den Verkehr in Richtung Süden, die neue Brücke war für den Verkehr Richtung Norden bestimmt. Die neue Brücke hat ebenfalls zwei Hauptöffnungen von je 335 Metern, wurde aber von Anfang an auf drei Fahrstreifen und Gehwege ausgelegt. Sie wurde nicht wie die ursprüngliche Brücke genietet, sondern geschweißt.
Nach der Eröffnung der neuen Hängebrücke wurden die Gehwege entfernt und die Fahrbahn auf vier Streifen ohne Sicherheitsstreifen ausgelegt, auf denen nur nach Norden gefahren wird. Gleichzeitig wurde die Erdbebensicherheit der Brücke verstärkt. Am Nordufer der Brücke befindet sich eine Mautstation.

### Alfred Zampa Memorial Bridge (2003)
Im November 2003 wurde flussabwärts eine neue Hängebrücke eröffnet, welche die Originalbrücke aus dem Jahr 1927 ersetzte. Diese Brücke wurde Alfred Zampa Memorial Bridge genannt, benannt nach dem Stahlarbeiter Alfred Zampa, der an vielen Brücken in der San Francisco Bay mitgearbeitet hatte, unter anderem auch an der Originalbrücke. Er war einer der wenigen Menschen, die einen Sturz von der Golden Gate Bridge überlebten.
Die Brücke hat vier Fahrstreifen, einen Sicherheitsstreifen auf beiden Seiten der Fahrbahn und einen abgetrennten, 3,60 m breiten Geh- und Radweg auf der westlichen Seite, der im Mai 2004 eröffnet wurde. Der Verkehr auf der Hängebrücke läuft ausschließlich südwärts und ist mautfrei.
Die neue Brücke ist die erste lange Hängebrücke in den USA, die seit der 1964 eröffneten Verrazzano-Narrows Bridge gebaut wurde. Sie ist außerdem die erste Hängebrücke in den USA, die mit Pylonen aus Beton und einem flachen, aerodynamisch geformten Stahl-Hohlkastenträger gebaut wurde. Er wurde aus in Japan vorgefertigten Segmenten errichtet, die direkt vom Transportschiff in Position gehievt und als Fahrbahnträger verschweißt wurden.
Die Hängebrücke hat eine Hauptöffnung mit einer Stützweite von 728 m sowie Seitenöffnungen mit Spannweiten von 147 m und 181 m. Die Pylone sind 125 m hoch über dem Wasser.
Die Brücke liegt nur wenige Kilometer von einer geologischen Verwerfung entfernt und musste daher entsprechend geplant werden. Sie wurde in den von Caltrans aufgestellten Erdbebenkategorien als wichtige Brücke eingestuft, die bei häufig auftretenden Erdbeben keinen Kapazitätsverlust und nur kleinere Schäden erleidet, die nicht sofort repariert werden müssen, und die bei selten auftretenden Erdbeben ebenfalls keinen Kapazitätsverlust und nur Schäden erleidet, die ohne wesentliche Beeinträchtigung des Verkehrs repariert werden können.

### Abbau der ursprünglichen Brücke
Nach der Eröffnung wurde der Verkehr eine Zeit lang über die neue Hängebrücke und die ursprüngliche (1927er) Brücke geleitet, um die Brücke von 1958 erdbebensicherer zu machen. Nach dem Abschluss dieser Arbeiten wurde mit dem Abbruch der Originalbrücke begonnen, der am 4. September 2007 abgeschlossen wurde.